# Sommer-Paralympics 2016/Teilnehmer (Dominikanische Republik)
| stlisierte Goldmedaille | stlisierte Silbermedaille | stlisierte Bronzemedaille |
| ----------------------- | ------------------------- | ------------------------- |
| —                       | —                         | —                         |

Die Dominikanische Republik entsandt zu den Paralympischen Sommerspielen 2016 in Rio de Janeiro 2 Athleten.

## Teilnehmer nach Sportart

### Leichtathletik
| Männer             |           |           |   |               |               |               |               |               |               |               |               |               |               |
| Joselito Hernandez | 100 m T11 | 11,73 sek | 2 | ausgeschieden | ausgeschieden | ausgeschieden | ausgeschieden | ausgeschieden | ausgeschieden | ausgeschieden | ausgeschieden | ausgeschieden | ausgeschieden |
| Joselito Hernandez | 200 m T11 | 24,38 sek | 3 | ausgeschieden | ausgeschieden | ausgeschieden | ausgeschieden | ausgeschieden | ausgeschieden | ausgeschieden | ausgeschieden | ausgeschieden | ausgeschieden |

### Radsport
| Männer               |                              |              |    |    |
| Jose Frank Rodriguez | 1000 m Zeitfahren Bahn C4-C5 | 1:14,427 min | 19 | 19 |
| Jose Frank Rodriguez | nicht qualifiziert           |              |    |    |